# العباسية (مدينة)
العباسية مدينة عراقية وناحية تقع في منطقة الفرات الاوسط في محافظة النجف وتتبع إداريا إلى قضاء الكوفة وتحيط بالناحية الأراضي الزراعية الواسعة والنخيل. يبلغ عدد سكانها أكثر من 88 الف نسمة.
قال سامي المنصوري في كتابه (التقسيمات الإدارية في لواء كربلاء) "هور الدخن: سُميت بهذا الاسم لكثرة زراعة حبوب الدخن فيها، وقد أُبدلت تسميتها إلى العباسية في عام 1939م على إثر الاحتجاج الذي رفعه آل العباس رؤساء بني حسن إلى الحكومة العراقية والذي طالبوا فيه بتغيير تسمية ناحية هور الدخن إلى العباسية أسوة ببعض المناطق التي سُميت باسم العشائر القاطنة فيها كالمنتفك والدليم، فأصدرت الحكومة العراقية قراراً يقضي بتغيير التسمية.". وأغلب سكانها من العشائر العربية.